# Quattropani
Quattropani è una frazione di Lipari, comune italiano della città metropolitana di Messina in Sicilia.

## Geografia fisica
La frazione è situata nell'area nord-occidentale dell'isola di Lipari, nell'arcipelago delle Eolie. Il centro abitato è situato a circa 280 m s.l.m., sulle propaggini occidentali del monte Chirica (602 m) e raggruppa varie località sparse del territorio come Chiesa Nuova, Chiesa Vecchia, Aria Morta, Costa d'Agosto, Chirica Rasa, Castellaro Vecchio. Quattropani dista circa 10 km dal capoluogo comunale di Lipari.
Non molto distante dal paese, sul fianco della collina scendendo verso Pianoconte, si trovano le grandi cave per l'estrazione del caolino, un tempo risorsa economica della frazione, oggi non più sfruttata.

## Storia
Il territorio della frazione fu popolato in epoca preistorica, durante il neolitico, come dimostrano i ritrovamenti avvenuti nella località Castellaro Vecchio risalenti al IV millennio a.C., i quali testimoniano la presenza di un villaggio a vocazione agricola-industriale.
Il nucleo originario di Quattropani è da rintracciare nella località oggi chiamata Chiesa Vecchia. Qui era situata una piccola chiesa intitolata alla Madonna dell'Oreto, poi divenuta Loreto. Alla fine del XVI secolo l'edificio religioso fu ricostruito come santuario e intitolato alla Madonna della Catena, culto particolarmente sentito in questa zona, tanto che il borgo divenne presto meta di pellegrinaggi.

## Monumenti e luoghi d'interesse
- Chiesa della Purità di Maria Santissima, chiesa parrocchiale della frazione[6], è situata nella località detta per l'appunto Chiesa Nuova[5]. Si presenta in stile neoclassico con campanile svettante.

- Santuario di Maria Santissima della Catena, piccolo edificio religioso situato nella località di Chiesa Vecchia, nel punto più alto della frazione da cui si può osservare un ampio panorama.[4][5][7] Il santuario fu costruito nel 1588 in onore della Madonna della Catena, anche se un edificio dedicato al culto di Maria era già presente a Quattropani da tempo.[4][5] La facciata si presenta semplice e spoglia[7], con campanile incastonato sopra il portale d'ingresso, mentre all'interno sono custodite alcune opere come la Santissima Vergine col Bambino, un dipinto olio su tela del XVIII secolo[5], e la statua lignea della Madonna della Catena, anch'essa del XVIII secolo.[5] Nel 1905 papa Pio X, su richiesta del vescovo Francesco Raiti, investì la chiesa dell'indulgenza plenaria toties quoties per i pellegrini.[5] Il santuario è stato oggetto di restauri nel 2005.[5]

## Società

### Tradizioni e folclore
Ogni anno si tiene a Quattropani la festa di Maria Santissima della Catena, con processione dalla chiesa parrocchiale al santuario la notte tra il 7 e l'8 settembre.
Una vecchia tradizione della frazione è quella di mettere delle zucche secche a protezione delle porte delle case per tenere alla larga le mahare (delle streghe); inoltre una leggenda afferma che in piena notte tre donne, vestite di nero, si aggirano per le strade.

## Infrastrutture e trasporti
La frazione è attraversata dalla strada provinciale 179 che la collega a nord con Acquacalda e a sud con il capoluogo comunale di Lipari passando per la frazione di Pianoconte.